# Lucien Dehoux
Lucien Dehoux (Brüsszel, 1890. – Menton, Franciaország, 1964. november 16.) olimpiai bronzérmes belga tornász.
Ez első világháború után az 1920. évi nyári olimpiai játékokon indult, és mint tornász versenyzett. Svéd rendszerű csapat összetettben bronzérmes lett.